# Stari Most
Stari Most er en gangbro over floden Neretva i byen Mostar i Bosnien-Hercegovina. Broen blev oprindeligt bygget af tyrkerne i 1600-tallet. Navnet betyder den gamle bro på bosnisk.
Under borgerkrigen i Jugoslavien blev broen sprængt i stykker af kroatiske styrker den 9. november 1993. Efter krigen blev broen genopbygget, rekonstrueret af originalsten hentet op fra floden under broen. Den genopbyggede bro blev åbnet den 23. juli 2004.
Broen blev genindskrevet på UNESCOs Verdensarvsliste i 2005.
Ved buens højeste punkt er der normalt 20 m ned til floden fra undersiden af broen. Der afholdes ofte udspringskonkurrencer fra broen.